# Cats Without Claws
Cats Without Claws (с англ. — «Кошки без когтей») — одиннадцатый студийный альбом Донны Саммер. Альбом провалился коммерчески, а также был плохо принят критиками, он достиг 40-й позиции в Billboard 200.
Предыдущий альбом She Works Hard for the Money был самым успешным со времён диско-эры, поэтому продюсер Майкл Омартиан попросил создать новую пластинку в подобном стиле. Большинство песен были написаны Донной, Майклом Омартианом и Брюсом Судано. Как и предыдущий альбом, Cats Without Claws был танцевальным, но в этот раз были включены проникновенные баллады. На пластинке имелся кавер на песню «There Goes My Baby» группы The Drifters. Донна просила в качестве первого сингла выпустить песню «Oh Billy Please», но лейбл был против. Песня в стиле госпел «Forgive Me» получила «Грэмми» за «Лучшее духовное исполнение».
С альбома было выпущено 3 сингла «There Goes My Baby», «Supernatural Love» и «Eyes». Относительный успех получила только первая песня достигнув 21-й строчки Billboard Hot 100.

## Список композиций
Слова и музыка всех песен — Майкл Омартиан и Донна Саммер, при участии других авторов.
| №  | Название             | Автор(ы)                                            | Длительность |
| -- | -------------------- | --------------------------------------------------- | ------------ |
| 1. | «Supernatural Love»  | Майкл Омартиан, Брюс Судано, Донна Саммер           | 3:33         |
| 2. | «It’s Not the Way»   |                                                     | 4:22         |
| 3. | «There Goes My Baby» | Бенджамин Нельсон, Ловер Паттерсон, Джордж Тредуэлл | 4:05         |
| 4. | «Suzanna»            |                                                     | 4:29         |
| 5. | «Cats Without Claws» |                                                     | 4:20         |

| №   | Название          | Автор(ы)                                  | Длительность |
| --- | ----------------- | ----------------------------------------- | ------------ |
| 6.  | «Oh Billy Please» |                                           | 4:55         |
| 7.  | «Eyes»            |                                           | 4:45         |
| 8.  | «Maybe It’s Over» | Донна Саммер                              | 4:43         |
| 9.  | «I’m Free»        | Майкл Омартиан, Брюс Судано, Донна Саммер | 4:29         |
| 10. | «Forgive Me»      | Дони Макгуайр, Реба Рэмбо                 | 4:30         |

| №   | Название                                   | Автор(ы)                                  | Длительность |
| --- | ------------------------------------------ | ----------------------------------------- | ------------ |
| 11. | «Face the Music»                           | Брюс Судано, Донна Саммер                 | 4:14         |
| 12. | «Eyes» (Jellybean 7" Remix Edit)           |                                           | 3:46         |
| 13. | «Supernatural Love» (Extended Dance Remix) | Майкл Омартиан, Брюс Судано, Донна Саммер | 6:12         |
| 14. | «Eyes» (Extended Mix)                      |                                           | 6:58         |
| 15. | «I’m Free» (Extended Mix)                  | Майкл Омартиан, Брюс Судано, Донна Саммер | 6:18         |

## Позиции в хит-парадах
| Чарт                             | Высшая позиция | Пребывание в чарте |
| -------------------------------- | -------------- | ------------------ |
| Великобритания (UK Albums Chart) | 69             | 2 недели           |
| Испания (Promusicae)             | 12             | нет данных         |
| Италия (Musica e dischi)         | 25             | 1 неделя           |
| Нидерланды (Album Top 100)       | 19             | 3 недели           |
| Норвегия (VG-lista)              | 15             | 3 недели           |
| США (Billboard 200)              | 40             | 17 недель          |
| США (Billboard Black LPs)        | 24             | 13 недель          |
| Швейцария (Schweizer Hitparade)  | 13             | 4 недели           |
| Швеция (Sverigetopplistan)       | 10             | 5 недель           |
| ФРГ (Offizielle Top 100)         | 39             | 4 недели           |
| Япония (Oricon)                  | 33             | нет данных         |